# Miró III de Cerdanya
Miró II de Besalú i III de Cerdanya també anomenat Miró Bonfill  (v 920- Girona 984) fou comte de Cerdanya, de Conflent i de Besalú (968-984) i bisbe de Girona (970-984). Va ser l'únic jerarca català del seu temps que aplegà ensems la dignitat episcopal i la comtal. Anomenat Bonfill probablement perquè era un home pacífic, afeccionat a resoldre els conflictes amistosament. 

## Orígens familiars
Miró Bonfill fou el quart i darrer fill mascle del comte Miró II de Cerdanya (878-927) i la seva esposa Ava de Cerdanya (? - 961). Els seus germans foren Sunifred II (v. 915 - Cuixà, 968), comte de Cerdanya, Guifré II (? – 957) comte de Besalú, Oliba (? – 990) comte de Cerdanya i Besalú, Quixilona, muller d'Ajalbert, Goltregoda, muller de Llop comte de Pallars, Guilinda i Sesenauda. Es considera probable que nasqués vers el 920. En morir Miró II el 927, ell i els seus tres germans eren menors d'edat i el pare va nomenar explícitament la comtessa Ava tutora dels fills (“in potestate de filiis meis legitimis”) i usufructuaria vitalícia de tots els béns que els deixà. Implícitament va ser designada regent dels comtats. Com que Miró II no va assenyalar cap part determinada a cadascun dels fills, això determinava l'heretatge indivís i el govern conjunt del tots quatre.

## Joventut (Miró levita)
Miró havia estat destinat a la carrera eclesiàstica. S'ha apuntat que l'avi de Miró i pare de la comtessa Ava també era un clergue o levita. Per la seva dignitat de levita, Miró estava vinculat al capítol de la catedral de Girona i va formar part successivament del seguici dels bisbes gironins Gotmar i Arnulf. Els estats patrimonials del llinatge cerdà, que foren regits per la comtessa Ava els anys immediatament següents a la mort de Miró II, eren governats vers 950 pels germans de Miró Bonfill: Sunifred a la Cerdanya i Guifre a Besalú. Oliba feia costat al germà gran, i probablement Miró ajudava Guifré en l'administració de Besalú.
Amb la condició de levita, Miró és esmentat per primera vegada en la dedicació del monestir de Ripoll feta l'any 935. Després s'esmenta de nou signant com a levita en diverses donacions o permutes els anys 941, 959 o 964 juntament amb la seva mare o els seus germans i juntament amb aquests va participar en la fundació del monestir benedictí de Sant Pere de Camprodon (952).
El 957 es produeix a Besalú, una revolta nobiliària, liderada per un clergue anomenat Adalbert i promoguda pel comte Borrell de Barcelona i en la que segurament hi estaven implicats els fills de l'antic comte Radulf que culminà en l'assassinat de Guifré II. El seu germà Sunifred II va aconseguir dominar l'alçament i confiscà els béns dels revoltats i, un any després, va adjuntar als seus comtats el de Besalú i el Vallespir. Miró va ser nomenat ardiaca aquell mateix any. Anys més tard, el 965, Sunifred II mor sense fills i mentre Oliba esdevé comte de Cerdanya, Miró esdevé comte de Besalú i Vallespir en dependència del germà gran.

Comtats catalans al segle X

Ja com a comte Miró vetllà per les institucions eclesiàstiques. El 2 de febrer de 968 va cedir a la catedral de Girona les terres a Parets d'Empordà heretades del seu germà Sunifred II, que havien pertangut al rebel Adalbert, culpable de la mort de Guifré II. Sobre aquestes terres hi havia un litigi amb el bisbat de Girona donat que l'hereu d'Aldalbert les cedí al bisbat, fet que no reconegué Sunifred II en confiscar-les. El 969, donà un alou de Carreres de Montagut i dues peces de terra al monestir de Camprodon. Entre els anys 967 i 970 Gerbert d'Orlhac, futur papa Silvestre II, s'hostatjà a Catalunya,al monestir de Ripoll, per aprendre les disciplines del quadrívium sota l'auspici del bisbe Ató de Vic. Miró Bonfill i Gerbert es conegueren probablement al monestir i feren amistat. Anys més tard, el 984, Gerbert redactava una lletra recordant els llaços d'amistat que els unien, expressava admiració per la seva personalitat i demanava al bisbe-comte un llibre d'aritmètica (De mulliplicatione numerorum) escrit pel “savi Iosephus Hispanus”.

## Miró bisbe
La carrera eclesiàstica de Miró va culminar el 970 amb el seu nomenament com a bisbe de Girona, substituint el difunt bisbe Arnulf. L'elecció de bisbe era sempre un afer important d'alta política que era controlat pels comtes. En el cas concret de Girona, la diòcesi comprenia tres comtats: Empúries, Girona i Besalú, que depenien de tres comtes diferents. Tradicionalment en l'elecció havia prevalgut el parer del sobirà de Girona - Barcelona, però aquell any 970 la situació política i religiosa presentava particularitats importants que necessàriament devien influir en l'elecció. Mentre el comte de Barcelona, Borrell II, tenia als seus estats dos bisbes addictes (Ató de Vic i Pere de Barcelona), i Sunyer, fill del comte Gausfred I d'Empúries era bisbe d'Elna, el comte de Besalú no havia intervingut en l'elecció de cap prelat per a les diòcesis catalanes. L'elecció de bisbe per a Girona era, doncs, un afer polític important per al casal dels comtes de Cerdanya-Besalú, ja que podia permetre-li d'establir un equilibri d'influències amb els altres sobirans. Cal destacar també que en aquell moment el comte Borrell i el bisbe Ató preparaven independitzar les diòcesis catalanes de l'autoritat de l'arquebisbe de Narbona amb la creació d'un arquebisbat català, debilitant així el contacte polític amb els francs.
No es coneixen les negociacions entre els diferents comtes per establir qui seria el nou bisbe de Girona. El desembre de l'any 970 el comte Borrell, el bisbe Ató i el monjo Gerbert viatjaren a Roma per sol·licitar la creació de l'arquebisbat. La gestió de Borrell i Ató a Roma tingué èxit i el Papa acceptà el projecte i expedí una sèrie de butlles per tal de fer-lo realitat. Al mateix temps, a Roma es va designar a Miró Bonfill per a ocupar la seu gironina. El pontífex encomanà al nou arquebisbe, Ató de Vic, el nomenament de Miró i envià una butlla al bisbe Sunyer d'Elna i al comte Gausfred d'Empúries comunicant-los aquesta decisió. Pocs mesos després, el 22 d'agost del 971, moria assassinat l'arquebisbe Ató, desapareixent de moment la idea d'un arquebisbat català.
Elcomte-bisbe, com altres personatges de la Catalunya del seu temps, no escatimà esforços en la propagació del monaquisme. El 30 de setembre del 974 va consagrar els set altars de la nova església de Sant Miquel de Cuixà, juntament amb els bisbes Francó de Carcassona, Bernat de Coserans, lsol de Tolosa, Guisad d'Urgell, Fruïa de Vic i Sunyer d'Elna. L'any 977, amb poc temps de diferència, fundà a Besalú, la capital del seu comtat, el monestir de Sant Pere i establí a l'església de Sant Genís i Sant Miquel una comunitat de canonges. Aquell mateix any prengué part en la tercera dedicació de Santa Maria de Ripoll i, juntament amb el seu germà, el comte Oliba, fundà el monestir de Santa Maria i Sant Urbici de Serrateix al comtat de Berga. Diferents cases que es beneficiaren amb diverses donacions de la generositat de Miró Bonfill foren els cenobis de Ripoll, Sant Joan de les Abadesses, Cuixà, Camprodon (Monestir de Camprodon), Banyoles (cenobi de Sant Estebe), Sant Benet de Bages, Rodes, Arles i Sant Llorenç prop de Bagà.

## Miró comte
Miró, era encara fadrí quan va esdevenir comte de Besalú i Vallespir en dependència del germà gran (en alguns documents Miró qualifica Oliba com a “seniore meo et fratris”). En qualitat de comte, Miró III exercí funcions administratives, militars, judicials i de policia. De moltes d'elles no n'han quedat testimonis i només queden documents de la seva actuació com a cap de l'administració de justícia. El comte era la màxima autoritat judicial al comtat i solia presidir el tribunal al seu castell de Besalú, voltat de jutges que l'assessoraven.
Com a comte de Besalú, el problema més gran que hagué d'afrontar el Miró, fou la invasió del seu cosí Borrell II de Barcelona. Les relacions entre la casa comtal Barcelona-Girona i la dels comtes de Besalú-Cerdanya no sempre foren cordials. A part de la implicació de Borrell en la revolta d'Adalbert, ja en el 943 el comte Sunyer de Barcelona organitzà una incursió armada contra la Cerdanya dirigida pel seu fill Ermengol I d'Osona, que fou mort a Balltarga. Existien diferències entre els dos casals pel que fa a la divisió del patrimoni comtal acordada entre el comte Sunyer, pare de Borrell, i Miró I el jove comte de Cerdanya-Besalú i també discrepàncies sobre les fronteres entre Girona i Besalú. Borrell se situà amb les seves tropes a la muntanya de Sant Patllari amb la intenció d'envair el comtat de Besalú. Al cap de pocs dies arriba al comte Borrell la nova que Sobeyah, vídua del difunt califa de Còrdova, Al-Hàkam II, havia confiat el govern, durant la minoria del seu fill Hixem II, al terrible cabdill Almansor, el qual tot seguit va trencar la pau amb els cristians. Borrell II, davant la gravetat que aquest esdeveniment representava, manà de retirar el seu exèrcit per acudir immediatament a la defensa dels seus comtats. Aquest fet fou classificat per Miró com un miracle.

## Viatges a Roma
Miró va viatjar almenys dues vegades a Itàlia: els anys 979 i 981. A la primavera de l'any 979 marxà a Roma juntament amb el bisbe d'Elna, el comte de Carcassona, els abats de Rodes, de Sant Hilari de Carcassona i de Sant Pere de Besalú. De Roma, Miró en torna amb una butlla per al seu monestir de Sant Pere de Besalú, signada pel papa Benet VII i datada el 8 de maig. Aquesta butlla confirmava la subjecció del cenobi directament al Papa sense que cap rei duc o comte pogués exercir-hi jurisdicció i exigir-hi tributs.
Dos anys després (maig del 981) Miró va assistir a un nou concili, sobre la simonia, convocat per Benet VII a la basílica de Sant Pere amb l'assistència de l'emperador Otó II. El Papa, en acabar el sínode, encomanà a Miró de distribuir per la Marca una epístola, veritable encíclica, que condemnava la simonia.

## Mort
Del segon viatge a Roma, Miró, que ja tenia al voltant de 63 anys, degué tornar cansat i malalt. El fet és que les seves actuacions posteriors documentades són mínimes. La seva vida s'anà apagant, fins que morí el 22 de gener de l'any 984. El monestir de Ripoll acollí les seves despulles tal com ell mateix havia sol·licitat. El comtat de Besalú passa al seu germà Oliba Cabreta.

## Escrits de Miró Bonfill
Miró fou un home de lletres i en molts escrits exercí com a cronista dels fets de la seva època. A ell s'atribueix la redacció de la major part dels documents o actes que es refereixen a la dedicació, a la fundació i a l'elecció d'esglésies i d'abats respectivament, les quals presenten una sèrie de característiques comunes. Hom pot atribuir al comte-bisbe l'autoria de les actes de consagració de Cuixà (974), d'elecció de l'abat Dodó de Camprodon
(976), de fundació i dotació de la canònica de Besalú (977), de dotació de Serrateix (977), de dedicació de Ripoll (977), de fundació de Sant Pere de Besalú (977) i acta del judici de Girona (980)
Els seus escrits es caracteritzen per:
1.    Riquesa de lèxic. El text acostuma a estar esquitxat d'hel·lenismes, cultismes, neologismes i mots llatins poc comuns.
2.    Abundor d'adjectius i verbs; repetició de consonàncies o al·literacions; construcció de períodes llargs i ampul·losos; utilització potser exagerada de participis i gerundis; etc.
3.    L'estil és preciosista i ampul·lós, amb frases llargues i de sintaxi complicada.
4.    Les fórmules de datació, pel context de l'època, són generalment complexes.
5.    Al·lusions a l'allunyament de la monarquia franca i a la marxa dels comtes cap a la sobirania.
6.     Erudició i certes pretensions literàries i narratives. Els seus escrits de caràcter històric es dediquen a recordar i exalçar els personatges de les famílies comtals catalanes. En elles explica, per exemple, la revolta del 957 a Besalú, o la historia de les construccions de Ripoll i Cuixà. Copia, a vegades sense dir-ho, paràgrafs de la Bíblia i dels Pares de l'Església.
7.    Presència d'hexàmetres i dístics entremig de la prosa llatina.
Miró va perfeccionar i va desenvolupar fórmules de redacció de preàmbuls i escatocols que, introduïdes en formularis com els del monestir de Ripoll, foren imitades repetidament, i feu escola: el seu nebot, l'abat Oliba, i el monjo Garsias de Cuixà es poden considerar, en aquest sentit, uns continuadors.
| Miró III de Cerdanya Naixement: v. 920 Mort: Girona 984 | |                                                    |
| Càrrec de govern                                        | |                                                    |
| Precedit per: Amulf                                     | Bisbe de Girona (Llista de bisbes de Girona) (968-984) | Succeït per: Gotmar III                            |
| Títols                                                  | |                                                    |
| Precedit per: Sunifred II de Cerdanya (germà)           | Comte de Cerdanya (Llista de comtes de Cerdanya) Comtat de Cerdanya, Comtat de Berga, Comtat de Conflent (968-984) amb Oliba I de Cerdanya "Cabreta" (968-984) | Succeït per: Oliba I de Cerdanya "Cabreta" (germà) |
| Precedit per: Guifré II de Besalú (germà)               | Comte de Besalú (Llista de comtes de Besalú) (957–968) | Succeït per: Oliba I de Cerdanya "Cabreta" (germà) |